# Коняево (посёлок, Вяткинское сельское поселение)
Коня́ево — посёлок в Судогодском районе Владимирской области России, входит в состав Вяткинского сельского поселения.

## География
Посёлок находится в 22 км к югу от Владимира и в 43 км к северо-западу от райцентра Судогды.

## История
Возник в конце XIX века как поселение при серповой фабрике Е. Ф. Ковалева близ одноимённой деревни, входил в состав Подольской волости Владимирского уезда. 
С 1929 года посёлок входил с состав Улыбышевского сельсовета Владимирского района, с 1965 года — в состав Судогодского района, с 2005 года — в составе Вяткинского сельского поселения.
В 1975 году фабрика была преобразована в Коняевский электромеханический завод (далее ЗАО «Свет»), ныне Владимирский филиал ООО «Germes group» (на 04.09.2017).

## Население
| 1905 | 1926 | 2002 | 2010 | 2021 |
| ---- | ---- | ---- | ---- | ---- |
| 183  | ↘107 | ↗255 | ↘222 | ↘100 |

## Инфраструктура
В посёлке находятся дом культуры, фельдшерско-акушерский пункт (ныне упразднен)